# Huemulit
Huemulit ist ein sehr selten vorkommendes Mineral aus der Mineralklasse der „Oxide (sowie Hydroxide, V[5,6]-Vanadate, Arsenite, Antimonite, Bismutite, Sulfite, Selenite, Tellurite und Iodate)“. Er kristallisiert im triklinen Kristallsystem mit der idealisierten chemischen Zusammensetzung Na4Mg(V10O28)·24H2O und ist damit chemisch gesehen ein wasserhaltiges Natrium-Magnesium-Decavanadat, das zu den „Unklassifizierten Vanadium [V]-Oxiden“ gehört.
Die Typlokalität des Huemulits ist die 40 km südwestlich der Stadt Malargüe im Pampa-Amarilla-District gelegene, heute aufgelassene Uran-Lagerstätte der „Mina Huemul“ (Koordinaten der U-Lagerstätte Mina Huemul), Departamento Malargüe, Provinz Mendoza, Argentinien.
Das Mineral findet sich an seiner Typlokalität hauptsächlich in Form von Aggregaten aus feinen Fasern und dünnen Filmen sowie nierig und massiv. Huemulit aus dem Vorkommen in der „West Sunday Mine“ im San Miguel Co., Colorado, USA bildet hingegen Gruppen aus idiomorphen Kristallen von maximal 0,4 mm Größe.

## Etymologie und Geschichte
Bereits im Jahre 1959 konnte Victorio Angelelli von der argentinischen Comissión Nacional de Energía Atómica (C.N.E.A.) im Bereich des Levels −18 des Erzkörpers „Agua Botada“ der „Mina Huemul“ bei Malargüe, Departamento Malargüe, Provinz Mendoza, Argentinien, ein Mineral bergen, welches Enrique Linares als mögliches U- und/oder V-Sekundärmineral identifizierte. Erste optische und röntgendiffraktometrische Analysen zeigten jedoch Daten und ein Diffraktogramm, welche mit den keines anderen bekannten U-V-Minerals übereinstimmten – es lag also eine neue Phase vor. Weiteres, identisches Material wurde auch in den benachbarten Erzkörpern „Huemul“ und „Agua Botada Sur“ gefunden.
Nach der Bestimmung der erforderlichen physikalischen und optischen Eigenschaften und der chemischen Zusammensetzung sowie der Kristallstruktur durch ein Wissenschaftlerteam um Carlos E. Gordillo von der C.N.E.A. wurde das Mineral der International Mineralogical Association (IMA) vorgelegt, die es am 19. Mai 1965 unter der vorläufigen Bezeichnung IMA 1965-012 als neues Mineral anerkannte. Im Jahre 1966 erfolgte die wissenschaftliche Erstbeschreibung dieses Minerals durch ein Team aus argentinischen und US-amerikanischen Wissenschaftlern mit Carlos E. Gordillo, Enrique Linares, Roberto O. Toubes und Horace Winchell im US-amerikanischen Wissenschaftsmagazin „The American Mineralogist“ als Huemulit (englisch Huemulite). Sie benannten das Mineral nach der Mina Huemul, der wichtigsten Uranlagerstätte im Gebiet von Malargüe.
Das Typmaterial für Huemulit wird unter der Katalognummer NMNH-120076 in der Sammlung des zur Smithsonian Institution gehörenden National Museum of Natural History, Washington, D.C., aufbewahrt.

## Klassifikation
In der mittlerweile veralteten, aber teilweise noch gebräuchlichen 8. Auflage der Mineralsystematik nach Strunz gehörte der Huemulit zur Mineralklasse der „Oxide und Hydroxide“ und dort zur Abteilung der „Vanadin-Hydroxide“, wo er zusammen mit Hummerit und Pascoit (sowie Magnesiopascoit und Rakovanit) die Pascoit-Hummerit-Gruppe mit der System-Nr. IV/F.08 bildete.
Die seit 2001 gültige und von der International Mineralogical Association (IMA) verwendete 9. Auflage der Strunz’schen Mineralsystematik ordnet den Huemulit in die Mineralklasse der „Oxide (sowie Hydroxide, V[5,6]-Vanadate, Arsenite, Antimonite, Bismutite, Sulfite, Selenite, Tellurite und Iodate)“ und dort in die Abteilung der „V[5,6]-Vanadate“ ein. Diese ist allerdings weiter unterteilt nach der Struktur der Vanadatkomplexe, so dass das Mineral entsprechend seinem Aufbau in der Unterabteilung „Unklassifizierte Vanadium-Oxide“ zu finden ist, wo es als einziges Mitglied die unbenannte Gruppe 4.HG.10 bildet.
Die vorwiegend im englischen Sprachraum gebräuchliche Systematik der Minerale nach Dana ordnet den Huemulit dagegen in die Klasse der „Phosphate, Arsenate und Vanadate“ und dort in die Abteilung der „Vanadium-Oxysalze“ ein. Dort ist er als einziges Mitglied in der unbenannten Gruppe 47.02.03 innerhalb der Unterabteilung „Vanadium-Oxysalze (VmOn)“ zu finden.

## Chemismus
Die erste chemische Analyse an Huemulit lieferte 40,21 % V2O5; 0,02 % MnO; 1,18 % MgO; 3,53 % CaO; 3,94 % Na2O; 0,52 % K2O; 8,80 % H2O+; 12,00 % H2O−; 4,45 % SO3 und 25,43 % in Wasser unlöslicher Rückstand (Summe 100,08 %). Die Gehalte an CaO und SO3 entsprechen mechanisch beigemengtem Gips. Analysen von in Wasser aufgelöstem und rekristallisiertem Huemulit ergaben 59,8 % V2O5; 3,0 % MgO; 8,4 % Na2O und 29,2 % H2O+ (Summe 100,04 %). Aus der Analyse des rekristallsierten Huemulits wurde die idealisierte Zusammensetzung Na4Mg(V10O28)·24H2O ermittelt, die Gehalte von 60,39 % V2O5; 2,68 % MgO; 8,24 % Na2O und 28,69 % H2O+ (Summe 100,00 %) verlangt.
Unter allen bekannten Mineralen weist lediglich Lasalit, Na2Mg2(V10O28)·20H2O, die gleiche Elementkombination Na–Mg–V–O–H wie Huemulit auf – er stellt dass kristallwasser- und natriumärmere sowie magnesiumreichere Analogon zum Lasalit dar. Ammoniolasalit, (NH4)2Mg2(H2O)20[V10O28], Pascoit, Ca3(V10O28)·17H2O, und Hummerit, K2Mg2(V10O28)·16H2O, enthalten ebenfalls das [V10O28]6−-Decavanadat-Polyanion, weisen jedoch eine andere Kationenbesetzung und andere Kristallwassergehalte auf.
Chemisch ähnlich sind hingegen u. a. Bicapit, [KNa2Mg2(H2O)25][H2PV5+12O40(V5+O)2]; Chernykhit, (Ba,Na)(V3+,Al,Mg)2((Si,Al)4O10)(OH)2; Lumsdenit, NaCa3Mg2(As3+V4+2V5+10As5+6O51)·45H2O; Oxy-Vanadium-Dravit, Na(V)3(V4Mg2)Si6O18(BO3)3(OH)3O; Vanadio-Oxy-Chromium-Dravit, Na(V)3(Cr4Mg2)(Si6O18)(BO3)3(OH)3O; Vanadio-Oxy-Dravit, NaV3(Al4Mg2)(Si6O18)(BO3)3(OH)3O; und Vanadio-Pargasit, NaCa2(Mg4V)(Al2Si6)O22(OH)2; sowie die als Mineral noch unbeschriebene Phase „UM1979-21-SiO:AlHNaV“, (Na,Ca)0,73(V,Mg,Fe)2(Si,Al,V)4O10(OH)2·nH2O.

## Kristallstruktur
Huemulit kristallisiert im triklinen Kristallsystem in der Raumgruppe P1 (Raumgruppen-Nr. 2) mit den Gitterparametern a = 9,0453 Å, b = 11,3337 Å, c = 11,7372 Å, α = 105,223°, β = 97,383° und γ = 100,790° sowie einer Formeleinheit pro Elementarzelle.
| Kristallstruktur von Huemulit |
| - Räumliche Darstellung in der kristallographischen Standardausrichtung - Mit Blickrichtung parallel zur a-Achse - Mit Blickrichtung parallel zur b-Achse - Mit Blickrichtung parallel zur c-Achse |
| Farblegende: _ V 0 _ Mg 0 _ Na 0 _ O 0 _ H |

Die Kristallstruktur des Huemulits (vergleiche dazu die nebenstehende Strukturdarstellungen) besteht aus Decavanadat-Polyanionen (bzw.-Oxyanionen) [V10O28]6−, die miteinander über einen interstitiellen Komplex verbunden sind, welcher aus isolierten [Mg(H2O)6]2+-Oktaedern und einer kationischen [Na4(H2O)14]4+-Gruppe bestehen. Beide Einheiten definieren eine Zickzack-Endloskette. Ferner existieren vier isolierte H2O-Gruppen, von denen zwei positionell fehlgeordnet sind. Alle bis auf vier Wasserstoff-Atome konnten verortet werden; sie zeigen ein Netzwerk aus Wasserstoffbrückenbindungen, welches ebenfalls den interstitiellen Komplex mit der Struktureinheit verbindet und auf diese Weise die Atom-Anordnung stabilisiert.
Huemulit ähnelt chemisch und strukturell den Mitgliedern einer Familie synthetischer Materialien der Formel Na4MV10O28·23H2O (mit M = Ni2+, Mg).

## Eigenschaften

### Morphologie

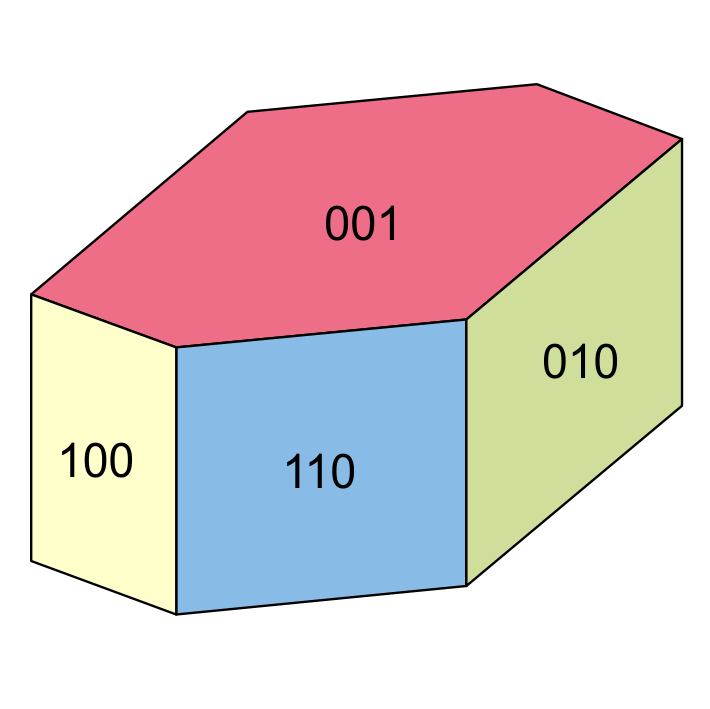
Zeichnung eines blockigen Huemulit-Kristalls

An seiner Typlokalität findet sich Huemulit in traubig-nierigen Massen, in mikroskopisch kleinen Fasern, in verrundeten, dünne Filme bildenden Massen oder in den Poren des Sandsteins, der das Nebengestein darstellt. Idiomorphe Huemulit-Kristalle aus der „West Sunday Mine“ im San Miguel County in Colorado/USA erreichen maximal 0,4 mm Größe und treten zu Gruppen zusammen. In Wasser aufgelöster und wieder rekristallisierter Huemulit bildet nach dem Basispinakoid {001} tafelige Kristalle mit den weiteren Flächenformen {100}, {010} und {110} (vergleiche die nebenstehende Kristallzeichnung). In REM-Bildern lassen sich weitere, nicht indexierte Flächenformen erkennen.

### Physikalische und chemische Eigenschaften
Die meisten physikalisch-optischen und chemischen Eigenschaften des Huemulits der Erstbeschreibung wurden an in Wasser aufgelöstem und anschließend durch Evaporation rekristallisiertem Huemulit bestimmt.
Huemulit-Kristalle sind leuchtend orangefarben. Natürliche Aggregate sind gelborange bis orange, während rekristallisiertes Material in Abhängigkeit von der Größe der Kristalle gelblichorange bis rötlichorange gefärbt ist. Die Strichfarbe natürlicher Aggregate wird mit gelb, die von rekristallisiertem Material mit gelblichorange angegeben. Die Oberflächen der durchsichtigen Kristalle zeigen einen charakteristischen glasartigen bis halbdiamantartigen Glanz, während natürliche, feinkörnige Aggregate matt sind. Huemulit besitzt entsprechend diesem Glas- bis Halbdiamantglanz eine hohe Lichtbrechung (nα = 1,679; nβ = 1,734; nγ = 1,742) und eine hohe Doppelbrechung (δ = 0,063). Der optisch zweiachsig negative Huemulit weist einen optischen Achsenwinkel 2V von 20° bis 25° und eine starke Dispersion mit r > v auf. Im durchfallenden Licht zeigt das Mineral gelbliche bis gelblichorangefarbene Töne mit einem deutlichen Pleochroismus von X = hellgelb über Y = goldgelb nach Z = gelblichorange.
Rekristallisierter Huemulit besitzt eine sehr vollkommene Spaltbarkeit parallel (001) und eine weniger gute Spaltbarkeit parallel (010). Ein Bruch wird nicht angegeben, rekristallisierter Huemulit ist spröde.
Rekristallisierter Huemulit weist eine Mohshärte von 2,5 bis 3 auf und gehört damit zu den weichen bis mittelharten Mineralen, die sich ähnlich gut wie das Referenzmineral Calcit (Härte 3) mit einer Kupfermünze ritzen lassen. Die gemessene Dichte für natürliche Huemulit-Aggregate beträgt 2,39 g/cm³, für Huemulit-Kristalle aus der „West Sunday Mine“ 2,232 g/cm³.
Huemulit ist leicht in kaltem Wasser, H2O, löslich. Bei 500 °C schmilzt das Mineral zu einer roten Flüssigkeit. Huemulit weist weder im kurz- noch im langwelligen UV-Licht eine Fluoreszenz auf.

## Bildung und Fundorte
Als sehr seltene Mineralbildung wurde der Huemulit bisher (Stand 2019) lediglich von circa zwanzig Fundpunkten beschrieben. Die Typlokalität für Huemulit ist die 40 km südwestlich der Stadt Malargüe im Pampa-Amarilla-District gelegene, heute aufgelassene Uran-Lagerstätte der „Mina Huemul“, Departamento Malargüe, Provinz Mendoza, Argentinien. Das Mineral findet sich auch in den benachbarten Erzkörpern „Agua Botada“ und „Agua Botada Sur“ dieser Lagerstätte.
Bei der „Mina Huemul“ handelt sich um eine sedimentäre Uran-Lagerstätte, deren Mineralisation als Imprägnation in Sandsteinen und Konglomeraten sitzt. Diese enthalten im Bereich der Verwitterungszone Asphalt und carbonatisches Material mit Uranophan, Kupfercarbonaten und Eisenoxiden, in ihrem unverwitterten, primären Bereich hingegen Carnotit und Pechblende, vergesellschaftet mit Pyrit und Kupfersulfiden (Chalkopyrit, Bornit und Chalkosin). Die in Größe und Form variierenden Erzkörper der Lagerstätte erreichen insgesamt ein Volumen vom mehreren tausend bis mehreren zehntausend Tonnen Erz. Die U3O8-Gehalte variieren zwischen 0,20 und 0,30 % sowie gelegentlich mehr.
Der Erzkörper „Huemul“ besitzt Abmessungen zwischen 60 m und 100 m im Streichen und 310 m im Fallen sowie eine mittlere Mächtigkeit von 1,15 m. Die Mineralisation des anstehenden Erzes besteht hauptsächlich aus Carnotit und Tyuyamunit sowie Phosphuranylit, Uranophan und Autunit, die von Malachit, Azurit und Eisenhydroxiden begleitet werden.
In den unteren Bereichen des mineralisierten Körpers ist asphaltartiges Pyrobitumen der Träger der Uranmineralisation; es enthält ferner Pechblende sowie untergeordnete Mengen kleiner Körner von Metallsulfiden wie Pyrit, Chalkopyrit, Bornit, Pyrrhotin, Chalkosin, Galenit und Sphalerit.
Im mineralisierten Bereich sowie oberhalb von linsenförmigen Massen aus reinem Ton treten Sandsteinlinsen auf, die eine starke Imprägnierung mit asphaltartigem Pyrobitumen mit U3O8-Gehalten von 2 bis 3 % aufweisen.
Huemulit ist ein typisches Sekundärmineral und wurde an seiner Typlokalität erst nach Auffahrung der Cu–U-Lagerstätten in den Sandsteinen und Konglomeraten gebildet. Das Vanadium dürfte aus dem vergesellschafteten asphaltartigen Pyrobitumen stammen. Typische Begleitminerale des durch seine leuchtende Färbung leicht zu erkennenden Huemulits sind Hummerit und Rossit sowie Thenardit, Gips und Epsomit.
Neben der Typlokalität existieren noch einige weitere Fundstellen für Huemulit. Dazu gehören:
- die „Grube No. 21“ (Schacht No. 21) in Háje bei Hřiměždice unweit Příbram, Středočeský kraj, Tschechien[11]
- die „Liebenbergit-Schlackenhalde“ unweit des Dorfes Agios Konstantinos (Kamariza) (neugriechisch Αγ. Κωνσταντίνος (Καμάριζα)) unweit Plaka, Bergbaudistrikt Lavrion, Region Attika, Griechenland
- die „Mina Eureka“, Castell-estaó, La Torre de Cabdella, La Vall Fosca, El Pallars Jussà, Provinz Lleida, Katalonien, Spanien
- die Cu, Co und Ni führenden Vanadium-Uran-Konkretionen des Red-Bed-Aufschlusses „Littleham Bay“ bei Budleigh Salterton, District East Devon, Devon, England, Vereinigtes Königreich
- die „Blue Streak Mine“ im Bull Canyon District, Montrose County, Colorado, USA[12]
- die „St Jude Mine“ im Gypsum Valley und die „West Sunday Mine,“ beide im Slick Rock District, San Miguel Co., Colorado, USA[13]
- „Suncup No. 2“ (Puckett) im Uravan District, San Miguel Co., Colorado, USA
- der „Bisoni Prospect“ (McCulloughs Butte Prospect) im Fish Creek District, Eureka County, Nevada, USA
- der „VanNavSan Claim“ (Van Nav Sand claim), Fish Creek Range, Gibellini District, Eureka Co., Nevada, USA
- die „Gibellini Mine“ (Niganz mine; Black Iron mine) und „The Fish“, beide im Gibellini District, Eureka Co., Nevada, USA[14]
- die „Little Eva Mine“ bei Yellow Cat Mesa, Thompsons District (S. E. Thomsons), Grand County, Utah, USA[15][16]
- die „D-Day No. 4 Mine“, D-Day Mine Group, Thompsons District (S. E. Thomsons), Grand Co., Utah, USA

Fundstellen für Huemulit aus Deutschland, Österreich und der Schweiz sind damit unbekannt.

## Verwendung
Huemulit ist aufgrund seiner Seltenheit nur für den Sammler von Mineralen von Interesse.